# Raymond Leppard
Raymond John Leppard (Londra, 11 agosto 1927 – Indianapolis, 22 ottobre 2019) è stato un direttore d'orchestra e clavicembalista britannico.
Nacque a Londra e crebbe a Inghilterra, dove fu educato alla City of Bath Boys' School, oggi nota come Beechen Cliff School. Fu studente di viola e clavicembalo al Trinity College per poi diventarvi docente di musica dal 1958 al 1968.
Nel 1957 diresse un concerto con quattro calvicembalisti: George Malcolm, Eileen Joyce, Thurston Dart e Denis Vaughan.
Il suo interesse per la musica antica lo indusse a preparare diverse realizzazioni per la riscoperta musicale del periodo. Mentre i musicologi consideravano le sue edizioni controverse, i suoi spettacoli furono importanti per l'introduzione anticipata dei capolavori operistici al pubblico.
Nel 1963 scrisse la colonna sonora del film Il signore delle mosche e nel 1969 quella di Alfredo il Grande.
È morto il 22 ottobre 2019, all'età di 92 anni.